# Nederlandstalige Uniforme Rubrieksindeling
NUR staat voor Nederlandstalige Uniforme Rubrieksindeling en is een driecijferige code die het onderwerp van het boek weergeeft en wordt net als het ISBN (Internationaal Standaard Boeknummer) voor in het boek geplaatst (bijvoorbeeld NUR 740).

## Inleiding
In de jaren 70 van de vorige eeuw is de Uniforme Genre Indeling (UGI) ingevoerd en in 1986 vervangen door de Nederlandse Uniforme Genre Indeling (NUGI). Per 1 april 2002 werd de Nederlandstalige Uniforme Rubrieksindeling (NUR) ingesteld, omdat de oude codering niet meer voldeed. Onder auspiciën van de Nederlandse en Vlaamse Boekverkopersbond en met subsidie van het Overleg Nederlandstalige Uitgeverij en Boekhandel (ONUB) is deze herziening tot stand gekomen. De uitgever bepaalt de NUR-code van een uit te geven boek. Er bestaan diverse hulpmiddelen om de oude NUGI om te zetten in de nieuwe NUR.

## Doel
Inzicht te verkrijgen in het koopgedrag van klanten. Door middel van automatisering in de boekenbranche is het mogelijk per soort boek de verkopen te bepalen. De NUR kan ook als wegwijzer in boekhandel en bibliotheek dienstdoen.

## Opbouw
- Alle hoofdrubrieken, meestal Rubriek X algemeen genoemd, eindigen op een 0 (nul).
- Voldoet geen van de sub-rubrieken (codes eindigend op nummer 1,2,3,4,5,6,7,8 of 9) dan valt men terug op een hoofdrubriek.

Een voorbeeld:
720 Esoterie algemeen
721 Astrologie
722 I Tjing
723 Meditatie
724 New Age
725 Occultisme
726 Oosterse oefeningen
727 Parapsychologie
728 Spiritualiteit
De nummers 721 t/m 728 vermelden geen rubriek 'Feng shui'. Boeken over Feng shui komen daarom in de hoofdrubriek code 720 'Esoterie algemeen' terecht.

## Wijzigingen t.o.v. NUGI
- Voor ieder boek bestaat er een NUR-code, in een hoofdrubriek of in een sub-rubriek.
- Educatieve boeken zijn gerangschikt per onderwijstype.